# Gare de Buffalo (Depew)
Pour les articles homonymes, voir Gare de Buffalo.
La  gare de Depew à Depew est une gare ferroviaire des États-Unis dans la banlieue de Buffalo (État de New York); Elle est desservie par plusieurs lignes d'Amtrak.

## Histoire
Elle est mise en service en 1979 après la fermeture du Buffalo Central Terminal.

## Service des voyageurs

### Desserte
Elle est desservie par des liaisons longue-distance Amtrak :
- L'Empire Service: Niagara Falls (NY) - New York
- Le Lakeshore Limited: Chicago - New York/Boston
- Le Maple Leaf: Toronto - New York